# ウィキリークス

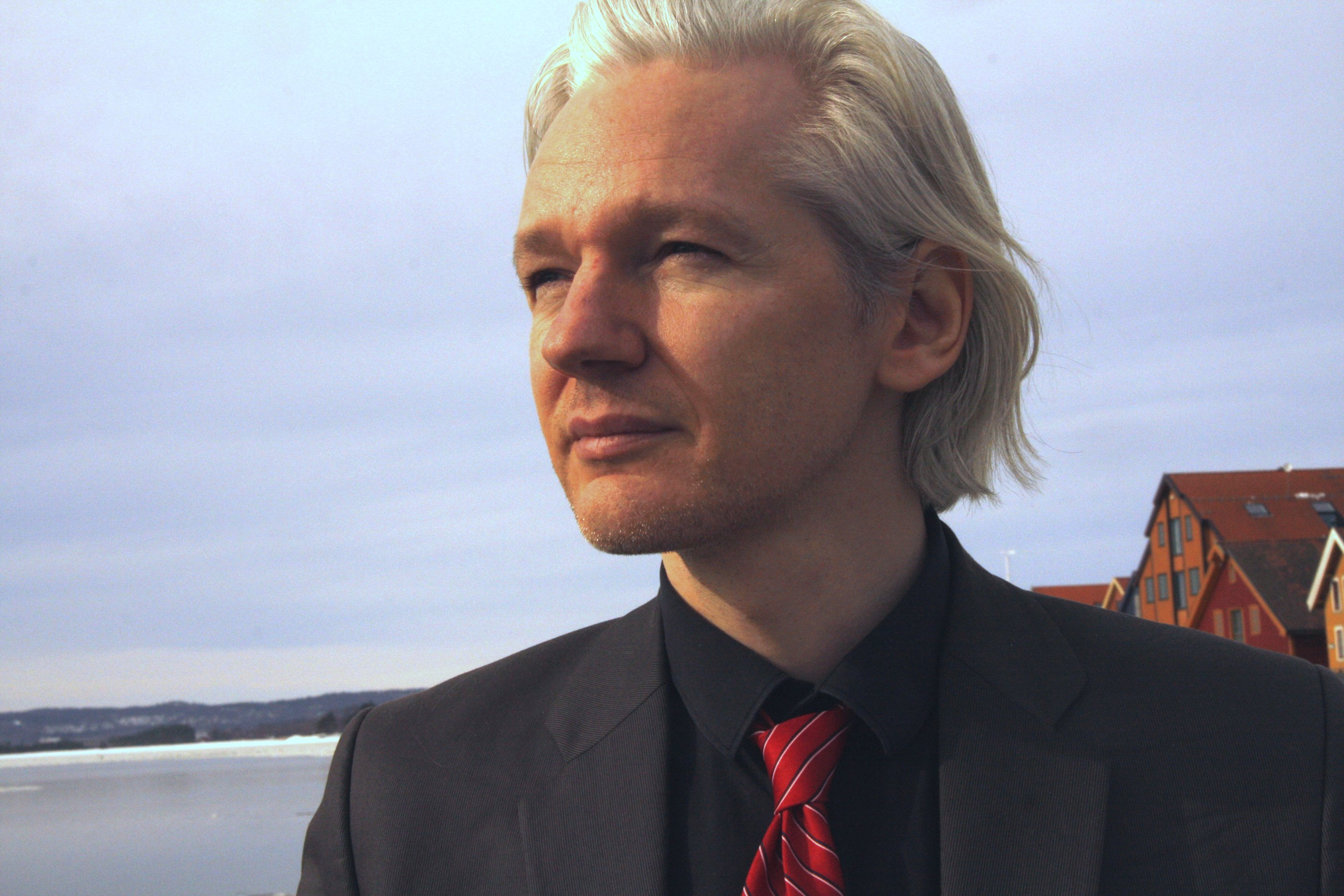
創始者、ジュリアン・アサンジ

ウィキリークス (英: WikiLeaks、略記はWL) は、匿名により政府、企業、宗教などに関する機密情報を公開するウェブサイトの一つ。創始者はジュリアン・アサンジ。
投稿者の匿名性を維持し、機密情報から投稿者が特定されないようにする努力がなされている。2006年12月に準備が開始され、それから1年以内に120万件を超える機密文書をデータベース化した。ウィキリークスの運営には、MediaWikiに変更を加えたアプリケーションソフトウェアを用いている。
ウィキメディア財団は、ウィキリークスとは無関係である。

## 経緯
2007年1月までは、ウィキリークスは、ウェブサイト、また企画そのものも秘密にされていた。しかし2007年1月に発表された記事でセキュリティ・ニュースの編集長にウィキリークスの運営組織に加わるように要請したことで、ウィキリークスの存在は初めて明らかにされた。
ウィキリークスは、中華人民共和国の反政府主義者と、中華民国、欧米、オーストラリア、南アフリカのジャーナリスト、数学者、ベンチャー企業の技術者によって運営されている。2007年1月時点でウィキリークスのスタッフ、開発者、被雇用者の全員の身元は確認されていなかった。ウィキリークスの運営組織のメンバーであるジュリアン・アサンジは、当初ウィキリークスは2007年3月に発表される予定であり、2007年1月の記事によるウィキリークスの露見によるメディアからの注目は「不測の事態であった」と述べた。
ウィキリークスにリークされた公開の準備を進めている文書の数は、120万件以上であると言われている。当ウェブサイトのトップページにニュースとして載せられた、アフガニスタン紛争での武器装備の支出と所蔵や、ケニアでの汚職に関わる文書を筆頭として、その後ウィキリークスは数々の重要な文書を公開している。
ウィキリークスは、投稿者の身元を露呈せずに大量の文書を暴露し分析できるようにするために、ウィキペディアに似た、検閲されないウェブサイトになることを目指している。ウィキリークスの完璧な匿名システムでは、偽造文書や、ポルノ、スパムで溢れてしまうことを防ぐために、チェック機構が設けられている。全ての閲覧者は全ての文書に対して分析し、文書が本物であるか判断し、コメントをつけることができる。
ウィキリークスの外では、これまで、内部告発者やジャーナリストが逮捕されたり、刑務所に収容されるということが起きていた。例えば、中華人民共和国の公務員からの天安門事件の記念日に関しての電子メールを公表したことで、中国人ジャーナリスト師涛は、2005年に懲役10年の刑を判決されている。ウィキリークスは、このようなことが起きないと保証できるようになることを目指している。 ウィキリークスが世間に知られてから最初の2週間で、検索エンジン大手のGoogleに掲載されたページ数は8件から1,000,000件に急増し、ウィキリークスへのデータトラフィックは増大した。
このウィキリークスというプロジェクトが開始されると、1971年のダニエル・エルズバーグによるペンタゴン・ペーパーズの漏洩事件が引き合いに出された。アメリカ合衆国では文書をリークすることに対し法的な保護を受けられる可能性がある。合衆国最高裁判所は、アメリカ合衆国憲法のもと、少なくとも公的談話の範囲内では、匿名性は保証されて然るべきものであるとの判断を下している。
ウィキリークスプロジェクトの利点について、著者でジャーナリストのホイットリー・ストリーバーは「（アメリカ合衆国では、）政府内部の文書をリークすることで実刑判決を受け刑務所行きになることもあるだろうが、それは相応に短い期間であろう。しかし世界には中国やアフリカの一部、中東など、長期間の投獄やさらには死刑すらも考えられるような地域や国家が多く存在している」と言及している。

## 技術
ウィキリークスサイトのFAQにはかつて次のように書かれていた。「閲覧者はウィキリークスが外見上ウィキペディアに非常に似ていると感じるだろう。実際、誰もが新たに記事を投稿したりあるいは編集したりすることができる。告発者はインターネットに詳しくなくても匿名のまま投稿することができ、その後誰かによって正体が暴かれることはない。公の場でリーク文書について意見を交わし合うことで信頼性、信憑性を判断することができる。リークされた文書に対して各ユーザーが持っている見解やリークされるに至った状況などを議論し合い、集合知から生み出された結論を公表することができる。背景情報や経緯を織り込みつつリークされた機密文書に関する補説的な記事を読んだり書いたりすることもできる。最終的には、幾千もの人々の目に触れることでその文書は政治的にどのような意味を持つのか、偽物などではなく正真正銘なのかということが明らかにされるだろう。」
しかし、このようなwikiモデルでは、自動的、無差別的に機密とされたあらゆる記録が公開されてしまうのではないかという早い段階からの懸念に応えて、この方法は後に改められた。現在では、最初のFAQで掲げられた「誰もがウィキリークスに投稿できる」という主張は取り下げられ、「誰もがウィキリークスにコメントを投稿できる」と書き改められている。投稿はウィキリークス内部で匿名の審査員による審査を受け、公開されるに至るものもあれば公開されないものもある。
ウィキリークスは、MediaWikiや、Freenet、Tor、PGP、GnuPGを初めとする、数々のソフトウェアパッケージによって支えられている。

## ホスティング、アクセス、セキュリティ
ウィキリークスは、身元が割れることなく大量の文書をリークするための検閲されないシステムと自身を説明している。PRQというスウェーデンの企業が提供している「強固なセキュリティ、そして何をしても一切の注意や警告を行わないホスティングサービス」をウィキリークスは利用している。PRQが顧客に関して保持している情報はほぼ皆無であり、またPRQはログを取ることがあっても最小限でしか行わないことで知られている。
PRQはゴットフリート・スヴァルトホルムとフレドリック・ネーイが保有しており、この2人は、パイレート・ベイとの関与を通して当局からの法的介入に抵抗するための十分な経験を有している。つまりPRQにホストされているという事実は、ウィキリークスをオフラインにするのが難しいということを意味している。さらにウィキリークスは複数の未公開の施設にそれぞれサーバを配置しており、一切のログを記録せず、なおかつ軍隊レベルの暗号化技術を用い、情報源やその他機密情報を守っている。
ウィキリークスのために働いている、身元を明かさなかったある人物は「明らかにウィキリークスは、ホスティングの提供者をまったく信用していない」と述べた。このような用意周到さは「防弾ホスティング」と呼ばれている。

### ドイツ語版"WikiLeaks"のドメイン保持者に対する警察の家宅捜索
ウィキリークスがオーストラリア通信メディア庁（ACMA） の検閲対象ブラックリストを公表したため、2009年3月24日ドイツ語版"WikiLeaks"のドメイン、wikileaks.deの登録人、テオドール・レッペの家宅に捜査の手が入った。サイトは影響を受けなかった。

### 中国での検閲
現在、中国政府は、"WikiLeaks"をURLに含んでいるあらゆるウェブサイトをグレート・ファイアウォールにより遮断しようとしている。これには、主要な.orgサイト、地域別の www.freewikileaks.comや.ukが含まれている。
だが、このような政府国の検閲にも関わらず、"WikiLeaks"という名称の代わりに"secure.ljsf.org"や"secure.sunshinepress.org"など多数ある別名のいずれかを使うことで、ウィキリークスはアクセス可能である。代用されるサイトは頻繁に変わるため、最新の別称を調べるためには中国以外の場所で"WikiLeaks 別名"と検索するようにと、ウィキリークスはユーザーに推奨している。
Baidu、Yahooを例として、中国のサーチエンジンは"WikiLeaks"と言及するものまでも検閲している。

### 将来オーストラリアの検閲が始まる可能性
Wikinewsが伝えた関連報道によれば、オーストラリアは"WikiLeaks","Wikipedia"の一部を閉鎖した。2009年3月16日、オーストラリア通信メディア庁は、強制的なインターネット検閲選別計画が予定通り実施される際、WikiLeaksを全オーストラリア人に見せてはいけないサイトのブラックリストに載せる旨の提案を行った。

### タイでの検閲
タイ王国情報技術・通信省は、2010年8月18日からWikiLeaksへのアクセス規制を開始した。公式には元首相タクシン・シナワットを支持する反独裁民主同盟による反政府デモ活動を防ぐための非常事態令を根拠としているが、詳細は発表されておらず不明。

## 投稿された文書の検証
誤解を生じさせる、又は、騙すように意図的に作られた内部告発情報がウィキリークスを通して、社会に出回ってしまうのではないかという懸念に対し、ウィキリークスは「そのようなものは、主要メディアにおいて、既にある程度の地位を獲得してしまっている。たとえ、ウィキリークスがその中の一つとなったとしても、状況は何も変わらない。」と反論している。FAQは、「単純でいてかつ最も効果的な対抗策として、リークされた文書を精査し、議論できるだけの十分な知識を有しているユーザーから成る世界規模のコミュニティーがあるのだ」と述べている。

## 主な内部告発行為
前述のとおり、ウィキリークスはアジアやアフリカや中東の独裁政権に対抗する目的を有しているが、実際には欧米の政府に不都合な情報が多数を占めている。

### サラ・ペイリンのヤフーアカウントハッキング
2008年9月、アメリカ合衆国大統領選挙期間中、共和党副大統領候補者であるサラ・ペイリンのYahoo!アカウントが、ウィキリークスに投稿された。

### イラク戦争の民間人殺傷動画公開事件
2010年4月、ウィキリークス上にて、2007年7月12日のイラク駐留アメリカ軍ヘリコプターがイラク市民やロイターの記者を銃撃し殺傷した事件の動画が公表された。2010年5月、米軍諜報アナリストとされる軍人がこの動画と、外交機密文書約26万件をウィキリークスに提供したことが発覚し、この軍人は逮捕された。

### アフガン紛争関連資料公開事件
2010年7月25日、ウィキリークスにてアフガニスタン紛争に関するアメリカ軍や情報機関の機密資料約75000点以上が公表された。提供された資料は9万点以上に及ぶという。これは2004年から2009年にかけての記録で、パキスタンの情報機関「ISI」とアフガン武装勢力との関係や、未公表の民間人死傷案件、アフガン側のアメリカへの情報提供者の身元情報が含まれていた。これに対しアメリカのロバート・ゲーツ国防長官はFBIに捜査協力を要請した。国防総省内の内部告発者のみならず、ウィキリークス側にも捜査の手を広げようという意図があると言われている。
文章をリークした罪で米国諜報員のブラッドリー・マニング（22歳）が告発されて降格かつ不名誉除隊となり、35年の禁固刑が言い渡された
。

### イラク戦争の米軍機密文書公開事件
2010年10月22日、イラク戦争に関する米軍の機密文書約40万点をウィキリークス上で公開した。ウィキリークスは声明で「民間人が検問で無差別に殺されたとの報告や、連合軍部隊によるイラク人拘置者への拷問のほか、屋根に反政府勢力と疑わしい人物が1人いるという理由で、米軍兵士が民間施設を丸ごと爆破した報告がある」としている。
国防総省のモレル報道官は「ウィキリークスが法律に背いて情報を流出させるように個人に働きかけ、傲慢に機密情報を世界と共有することを遺憾に思う」とコメントしている。

### アメリカ外交公電ウィキリークス流出事件
2010年11月29日より、米国外交機密文書約25万点の公開を開始。内容としては、公式では公開されることのなかった外交公電や世界中の重要施設についての情報などが含まれており、当初は少しずつ文書を新たに公開していくという手法をとっていたが、2011年9月2日にすべての文書を未編集のまま全公開した。

### CIAによるハッキング関係機密文書公開事件
2017年3月7日、アメリカ合衆国中央情報局（CIA）の、Microsoft Windows、iPhone、Android、サムスン電子製スマートテレビ等に対するハッキング技術に関する機密文書が公開された。同文書によるとイギリスの保安局や政府通信本部も関わっているとされる。

## 備考
- ドイツで子供の名前を「ウィキリークス」と名づけようとしたところ、市当局が子供の将来に悪影響を及ぼすとして、受理を断られたケースがある[34]。